# Маний Ацилий Бальб (консул 114 года до н. э.)
Ма́ний Аци́лий Бальб (лат. Manius Acilius Balbus) — политический деятель времён Римской республики.
Происходил из рода Ацилиев. О родстве с консулом 150 года до н. э. Манием Ацилием Бальбом нет никаких сведений. В 117 году до н. э. Бальб занимал должность претора. В 114 году до н. э. он был избран консулом вместе с Гаем Порцием Катоном. Существует несколько денариев с надписью Ацилий Бальб, но неизвестно, относятся ли они к данному человеку или к какому-либо другому.